# Théorie des blocs sémantiques
La théorie des blocs sémantiques (TBS) est une théorie sémantique des langues naturelles développée par Marion Carel (EHESS) et Oswald Ducrot (EHESS). Elle se place à l'intérieur du paradigme de l'argumentation dans la langue, fondé par Jean-Claude Anscombre et Oswald Ducrot dans les années 1970.
Plus particulièrement, la TBS a été proposée par Marion Carel dans sa thèse en 1992 comme une version technique de la théorie de l'Argumentation dans la langue, en tant que réponse aux problèmes que posait une version précédente, à savoir la théorie des topoï d'Anscombre et Ducrot. Elle a continué à s'étoffer à la fin des années 1990 et au début des années 2000,.
En réalité, plus qu'une "nouvelle version technique", la TBS peut être vue comme une authentique évolution du paradigme de l'argumentation dans la langue lui-même, car loin de se limiter à proposer des outils formels de calcul du sens, elle en radicalise la posture philosophique.
L'aspect de cette théorie qui fait le plus débat est son immanentisme, qui la rapproche du structuralisme. Ainsi, selon la TBS, le sens linguistique est régulé de manière autonome par le système de la langue et la signification ne fait intervenir que des entités de nature linguistique : les mots ne renvoient pas à des entités cognitives, mais à des discours argumentatifs virtuels; les énoncés ne décrivent pas des états de choses, mais évoquent des discours argumentatifs concrets.